# Bruno Stübel
Bruno Ernst Stübel (* 18. November 1842 in Leipzig; † 28. November 1907 in Dresden) war ein deutscher Bibliothekar.

## Leben
Stübel erhielt seine Ausbildung zunächst von 1858 bis 1860 am Polytechnikum in Dresden. Er studierte Geschichte in Leipzig und promovierte dort 1867 mit einer Arbeit unter dem Titel: Das Chronicon Sampetrinum Erfurtense mit Benutzung der Dresdner und Göttinger Handschrift kritisch untersucht. Sein Erstgutachter war Georg Voigt. Anschließend arbeitete er als Volontär an der Leipziger Stadtbibliothek, ab 1869 als Assistent an der Universitätsbibliothek Leipzig. Er wurde dort 1874 Kustos und 1881 als Bibliothekar deren Leiter. Diesem Umstand ist es wohl zuzuschreiben, dass Stübel auch der Vorsitzende der Numismatischen Gesellschaft in Leipzig wurde. Er ging 1887 zur Königlichen öffentlichen Bibliothek in Dresden, deren Oberbibliothekar er 1897 wurde.
Für die sächsische Landesgeschichte bleibt Stübel im Rahmen des Codex diplomaticus Saxoniae regiae mit der Herausgabe des Urkundenbuchs der Universität Leipzig 1409 bis 1555 unvergessen. Er dürfte bezüglich der älteren Urkundeneditionen zur Geschichte der Leipziger Universität an Bedeutung wohl nur mit Richard Georg Erler (1850–1913), dem die Herausgabe der Matrikel zur Universität zu verdanken ist, und mit dem Germanisten Friedrich Zarncke zu vergleichen sein, der das Statutenbuch zur Leipziger Universität herausgegeben hatte.
Im Jahr 1907 wurde ihm das Komturkreuz 2. Klasse des Königlich-Sächsischen Verdienstordens verliehen. Er erhielt zudem den Titel eines Geheimen Hofrates. Stübel verstarb 1907 in Dresden und wurde auf dem Trinitatisfriedhof beigesetzt.

## Werke
- Das Chronicon Sampetrinum Erfurtense mit Benutzung der Dresdner und Göttinger Handschrift kritisch untersucht, Diss. Leipzig 1867.
- (Hrsg.), Erfurter Denkmäler, Halle 1870.
- Die deutsche Gesellschaft in Leipzig von ihrem Entstehen bis zur Gegenwart, Leipzig 1877.
- (Hrsg.), Codex diplomaticus Saxoniae regiae, II. Hauptteil, Bd. 11: Urkundenbuch der Universität Leipzig von 1409 bis 1555, Leipzig 1879.